# Psamètic II
Psamètic II o Neferibra-Psametiko,, va ser fill de Necó II i va haver de regnar uns sis anys, de 595 a 589 aC., com afirmen Sext Juli Africà i Heròdot, encara que Eusebi de Cesàrea narra que Psammutis va regnar disset anys.
L'activitat d'aquest sobirà es va abocar principalment a la campanya contra Kush, on regnaven els descendents dels sobirans de la dinastia XXV. L'expedició es va produir el 592 aC., partint d'Elefantina es va internar fins a la tercera cataract] del Nil lluitant contra el rei Antalani, o el seu germà i successor Aspelta. Després de la victòria de les tropes egípcies, integrades principalment per mercenaris libis, es va replegar al nord de la primera cataracta.
Un papir, amb escriptura demòtica, exposa l'ajornament d'un viatge de Neferibra a Canaan, probablement justificat per l'estipulació de tractats comercials i la temptativa de recuperar, almenys parcialment, la influència perduda després de la derrota de Necó II contra l'exèrcit babilònic.

## Testimonis de la seva època
L'obelisc de Montecitorio va ser erigit en època de Psamètic II a Heliòpolis. L'emperador romà Cèsar August va ordenar portar-lo a Roma per usar-se com un gran rellotge de sol al Camp de Mart. Es va ensorrar al segle x. El papa Sixt V ordena aixecar-lo el 1587. Benet XIV ho restaura i ho torna a erigir al segle xviii. Actualment es troba a la Piazza di Montecitorio, a Roma.

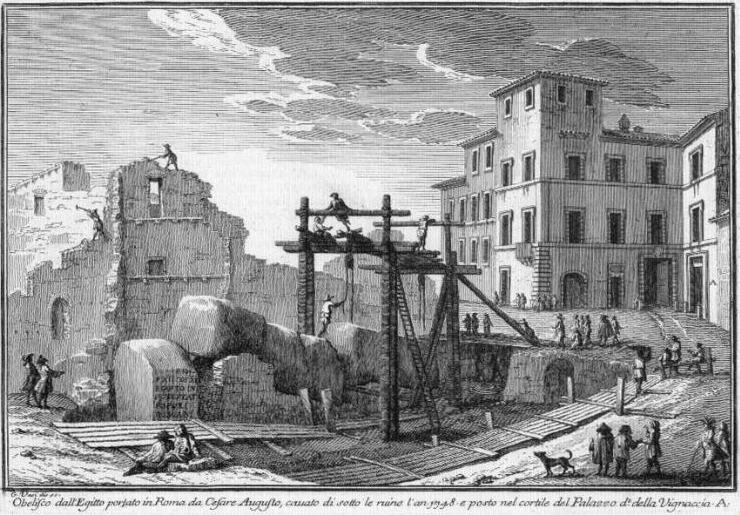
Obelisc de Psamètic II Montecitorio, Roma (Italia). Gravat de Giuseppe Vasi.

- Va erigir dos obeliscs A Heliòpolis (Arnold)
- Va fundar el temple d'Hibis, oasi d'El-Jarga (Arnold)
- El temple a El-Mahalla ell-Kubra (Arnold)
- Afegits al temple de Neit a Sais (Arnold)

Inscripcions amb el nom del rei:
- Estela núm. UC14536 (Museu Petrie)
- Fragments trobats a File (Arnold)
- Blocs a El-Naharya, 15 km al sud de Sais (Arnold)
- Blocs de temples trobats a: Abidos, Karnak, Elefantina (Arnold)
- Esmentat en inscripcions gravades en roca a la vora de Konossos i Elefantina (de Morgan)
- Fragment d'una porta de bronze a Memfis (Petrie/Mackay/Wainwright)